# Saint-Germain-et-Mons
Saint-Germain-et-Mons is een gemeente in het Franse departement Dordogne (regio Nouvelle-Aquitaine) en telt 672 inwoners (2004). De plaats maakt deel uit van het arrondissement Bergerac.

## Geografie
De oppervlakte van Saint-Germain-et-Mons bedraagt 14,1 km², de bevolkingsdichtheid is 47,7 inwoners per km².
De onderstaande kaart toont de ligging van Saint-Germain-et-Mons met de belangrijkste infrastructuur en aangrenzende gemeenten.

## Demografie
Onderstaande figuur toont het verloop van het inwonertal (bron: INSEE-tellingen).